# Homalomeneae
Homalomeneae es una tribu de plantas con flores de la familia Araceae. Tiene los siguientes géneros:

## Géneros
- Adelonema Schott
- Chamaecladon Miq. = Homalomena Schott
- Diandriella Engl. = Homalomena Schott
- Furtadoa M. Hotta
- Homalomena Schott